# 穆尼亚诺-迪那波利
穆尼亚诺-迪那波利（義大利語：Mugnano di Napoli），是意大利坎帕尼亞大區那不勒斯廣域市的一个市镇。总面积5平方公里，2009年人口34,445人，人口密度6,889.0人/平方公里。ISTAT代码为063048。